# 昆明弓鱼
昆明弓鱼（学名：Racoma grahami）为鲤科弓鱼属的鱼类，俗名四鳃鱼，是中国的特有物种。分布于金沙江下游各支流及乌江上游、雅砻江中下游干支流等。该物种的模式产地在昆明。

## 扩展阅读
維基物種上的相關：昆明弓鱼